# Batalla del río Sit

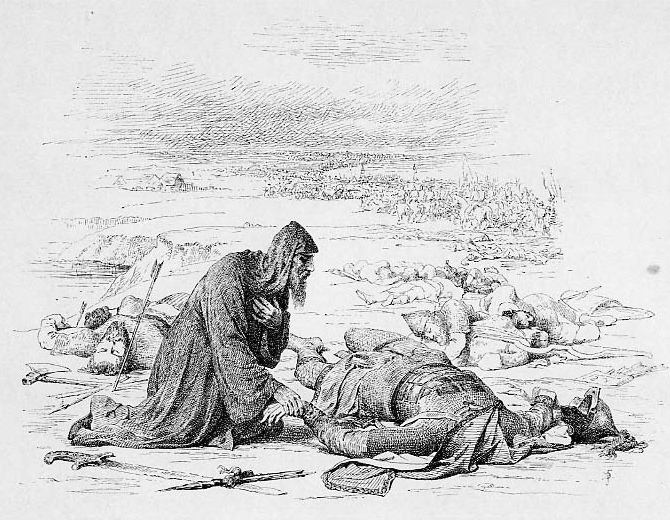
El obispo Kiril de Rostov halla el cuerpo decapitado de Yuri II.
Dibujo de Vasili Vereschaguin. 1896

La batalla del río Sit ocurrió en medio de la invasión mongola de Rusia el 4 de marzo de 1238. Fue librada en la parte norte del actual óblast de Yaroslavl entre las hordas mongoles de Batú Kan y los rusos bajo la conducción del kniaz Yuri II del Principado de Vladímir-Súzdal. Después de que los mongoles capturaron su capital en Vladímir, Yuri escapó hacia el Volga hasta Yaroslavl, donde se encontró con su hermano Yaroslav II de Nóvgorod y se unió a su ejército. Sus fuerzas fueron completamente destruidas, falleciendo decapitado junto con su sobrino, el príncipe Vsévolod Konstantínovich, hijo de Konstantín de Vladímir. La cabeza de Yuri II fue entregada a Batú Kan.
La batalla del río Sit marcó el fin de la resistencia rusa unificada a los mongoles hasta Dmitri Donskói, inaugurando dos siglos y medio de dominio mongol sobre Rusia.